# Bill Pronzini
William John Pronzini (* 13. April 1943 in Petaluma, Kalifornien) ist ein US-amerikanischer Schriftsteller, der vorwiegend Kriminalromane und -storys, aber auch Wildwest- und Science-Fiction-Romane schreibt. Pronzini nutzt verschiedene Pseudonyme: Robert Hart Davis, Jack Foxx, William Jeffrey, Alex Saxon und John Barry Williams.

## Leben
Bill Pronzini verbrachte seine Jugend in Kalifornien. Mit diversen Hilfstätigkeiten als Arbeiter versuchte er sich seinen Lebensunterhalt zu verdienen, so als Lagerarbeiter oder Aushilfswachmann. Während seiner ersten Ehe mit Laura Patricia Adolphson veröffentlichte er 1966 auch seine erste Story You Don’t Know What It’s Like und entwickelte sich seit dieser Zeit zum „Vielschreiber“. Nach dem Tode seiner Frau heiratete er 1972 Brunhilde Schier; die Ehe wurde 1985 geschieden. Pronzini lebt zurzeit mit seiner dritten Ehefrau, der populären Krimi-Schriftstellerin Marcia Muller in San Francisco, mit der er bereits mehrere gemeinsame Romane veröffentlichte.
Trotz seiner vielfältigen Veröffentlichungen, von historischen Krimis über klassische Whodunits bis zum Spionagethriller, verschaffte ihm sein Hauptwerk, eine seit 1971 andauernde Serie um einen namenlosen Detektiv einen großen Bekanntheitsgrad im angelsächsischen Sprachraum. Der Nameless Detective, wie die Serie im Original heißt, taucht in keinem der über 30 Romane mit seinem Namen auf, ohne dass man ihn konkret vermissen würde. Neben einer Reihe von Standalones war Pronzini Herausgeber vieler Anthologien.

## Auszeichnungen
- 1982 Shamus Award - Kategorie Bester Roman für Hoodwink (dt. Nostalgie mit Todesfolge. Droemer Knaur, München 1983)
- 1989 Grand prix de littérature policière - Kategorie International für Hidden Valley (Original: Snowbound; dt. Der Schnee war rot vom Blut. Pabel, Rastatt 1974).
- 1999 Shamus Award - Kategorie Bester Roman für Boobytrap (nicht übersetzt)
- 2005 Anthony Award - Kategorie Lifetime Achievement Award in Anerkennung seines bisherigen Lebenswerkes (gemeinsam mit seiner Ehefrau Marcia Muller)
- 2008 Shamus Award - Kategorie The Hammer für The Nameless Detective als beste P.I. Serienfigur
- 2008 Grand Master Award, die höchste Auszeichnung der Mystery Writers of America (MWA) für besondere Leistungen im Krimi-Genre und gleichbleibend hohe Qualität seiner Werke

## Werke

### Nameless Detective-Serie
- 1971 The Snatch (dt. Irrgarten. Heyne, München 1973)
- 1973 The Vanished (dt. Der Mann, den es nur bis Dienstag gab. Pabel, Rastatt 1975)
- 1973 Undercurrent (dt. Requiem für einen gehörnten Ehemann. Pabel, Rastatt 1975)
- 1977 Blowback (dt. Vier unheimliche Gäste. Droemer Knaur, München 1979)
- 1978 Twospot[1] (dt. Montag mittag San Francisco. Goldmann, München 1980)
- 1980 Labyrinth (dt. Rote Spur. Goldmann, München 1981)
- 1981 Hoodwink (dt. Nostalgie mit Todesfolge. Droemer Knaur, München 1983)
- 1982 Scattershot (dt. Trauerarbeit. Droemer Knaur, München 1984)
- 1982 Dragonfire (dt. Freundschaftsdienst. Droemer Knaur, München 1984)
- 1983 Bindlestiff
- 1984 Quicksilver (dt. Mörder mit beschränkter Haftung.[2] Scherz, Bern u. a. 1987)
- 1984 Nightshades (dt. Schatten der Nacht. Scherz, Bern u. a. 1987)
- 1984 Double
- 1985 Bones (dt. Knochen. Bastei Lübbe, Bergisch Gladbach 1988)
- 1986 Deadfall (dt. Die letzten Worte. Bastei Lübbe, Bergisch Gladbach 1989)
- 1988 Shackles (dt. Fesseln. Bastei Verlag, Bergisch Gladbach 1991)
- 1990 Jackpot (dt. Jackpot. Tod eines Spielers. Bastei Lübbe, Bergisch Gladbach 1992)
- 1991 Breakdown (dt. Mit Vollgas in die Ewigkeit. Scherz, Bern u. a. 1992)
- 1992 Quarry
- 1993 Epitaphs
- 1993 Demons
- 1995 Hardcase
- 1996 Sentinels
- 1997 Illusions
- 1998 Boobytrap
- 2000 Crazybone
- 2002 Bleeders[3]
- 2003 Spook[4]
- 2005 Nightcrawlers
- 2006 Mourners
- 2007 Savages
- 2008 Fever
- 2009 Schemers
- 2010 Betrayers
- 2011 Camouflage
- 2012 Hellbox
- 2013 Nemesis
- 2014 Strangers
- 2015 Vixen
- 2016 Zigzag[5]
- 2017 Endgame[5]

### Nameless Detective-Sammlungen
- 1996 Spadework - A Collection of „Nameless Detective“ Stories[6]
- 1983 Case File - The Best of the „Nameless Detective“ Stories[6]
- 2003 Scenarios - A Nameless Detective Casebook[6]

### Nameless Detective-Kurzgeschichten
- 2012 Femme
- 2012 Kinsmen

### John Quincannon-Serie
- 1985 Quincannon (dt. Quincannon. Bastei Lübbe, Bergisch Gladbach 1990)
- 1986 Beyond the Grave[7] (dt. Übers Grab hinaus. Scherz, Bern u. a. 1990)

### John Quincannon und Sabina Carpenter-Serie
- 2013 The Bughouse Affair
- 2014 The Spook Lights Affair
- 2015 The Body Snatchers Affair
- 2016 The Plague of Thieves Affair
- 2017 The Dangerous Ladies Affair
- 2018 The Bags of Tricks Affair
- 2019 The Flimflam Affair

### John Quincannon und Sabina Carpenter-Sammlungen
- 1998 Carpenter and Quincannon: Professional Detective Services
- 2005 Quincannon’s Game

### Charlie Chan-Serie
- 1974 The Pawns of Death[8]
- 1974 The Temple of the Golden Horde[8]

### Kurzgeschichten-Sammlungen
- 1985 Graveyard Plots
- 1988 Small Felonies
- 1991 The Best Western Stories of Bill Pronzini
- 1991 Stacked Deck
- 1993 Criminal Intend 1
- 1999 Sleuths
- 2003 Problems Solved
- 2003 Burgade’s Crossing
- 2004 On Account of Darkness and Other SF-Stories
- 2006 Coyote and Quarter-Moon
- 2007 Crucifixion River: Western Stories
- 2010 Dago Red

### Standalones
- 1971 The Stalker (dt. Da waren’s nur noch drei. Scherz, Bern u. a. 1973)
- 1972 The Jade Figurine[9]
- 1972  Panic (dt. Ticket für eine Hinrichtung. Pabel, Rastatt 1973)
- 1973 A Run in Diamonds[10] (dt. Mord für eine Handvoll Diamanten. Pabel, Rastatt 1974)
- 1974 Snowbound (dt. Der Schnee war rot vom Blut. Pabel, Rastatt 1976)
- 1975 Dead Run[9] (dt. Kein Mensch muss ewig leben. Pabel, Rastatt 1975)
- 1976 Freebooty[9]
- 1976 Games (dt. Das Spiel nennt sich Mord. Pabel, Rastatt 1977)
- 1976 The Running of Beasts[11] (dt. Jagt die Bestie! Goldmann, München 1981)
- 1977 Acts of Mercy[11]
- 1978 Wildfire[9] (dt. Der letzte Zug zur Hölle. Pabel, Rastatt 1979)
- 1979 Night Screams[11]
- 1980 Prose Bowl[11]
- 1980 A Killing in Xanadu
- 1981 The Cambodia File[12]
- 1981 Masques
- 1981 Duel at Gold Buttes[13]
- 1983 Day of the Moon[13]
- 1983 The Gallows Land
- 1983 Border Fever[13]
- 1984 Eye[14]
- 1984 Starvation Camp
- 1987 Lighthouse[7]
- 1987 The Last Days of Horse-Shy Halloran
- 1989 The Hangings
- 1989 Firewind
- 1993 Carmody’s Run[15]
- 1994 With an Extreme Burning
- 1995 Blue Lonesome (dt. Blauer Skorpion. Fischer, Frankfurt/M. 2003)
- 1997 A Wasteland of Strangers (dt. Tödliche Fremde. Fischer, Frankfurt/M. 2003)
- 1999 Nothing but the Night (dt. SchattenNächte. Fischer, Frankfurt/M. 2003)
- 2001 In an Evil Time (dt. Dunkler Morgen. Fischer, Frankfurt/M. 2003)
- 2001 All the Long Years[16]
- 2002 Step to the Graveyard Easy (dt. Schlechte Karten. Fischer, Frankfurt/M. 2003)
- 2004 The Alias Man
- 2006 The Crimes of Jordan Wise
- 2008 The Other Side of Silence
- 2010 Crucifixion River[7]
- 2010 The Hidden
- 2016 The Violated
- 2018 Give-A-Damn Jones